# OpenSL ES
OpenSL ES(Open Sound Library for Embedded Systems) — багатоплатформний прикладний програмний інтерфейс для роботи зі звуком, розроблений спеціально для вбудованих систем — смартфонів, планшетих комп'ютерів, гральних консолей і т. д.  OpenSL ES розроблений і просувається консоціумом Khronos Group. Надає можливість обробляти як монофонічні так і стереофонічні звукові сигнали. Призначений для розробників додатків та ігор на мобільних пристроях. Написаний на мові програмування С.

## Огляд
Основні можливості які надає інтерфейс OpenSL ES:
- Відтворення і запис звуку
- Відтворення об'ємного звучання
- Налаштування музичних ефектів, включаючи підсилення низьких частот
- Підтримка інтерактивної музики і рингтонів з використанням форматів SP-MIDI, Mobile DLS, Mobile XMF
- Черги буферів з аудіоданими

## Принципи створення
Незважаючи на те, що OpenSL ES написаний на "С" — процедурна мова програмування, він використовує принципи ООП для створення, ініціалізації, наповнення структур даних. Об'єктна модель є спільною з іншим поширеним програмним інтерфейсом для роботи зі звуком під назвою OpenMAX, тому виробники звукових пристроїв самі обирають під який інтерфейс імплементувати програмне забезпечення. Обидва інтерфейси надають широкий інструментарій для роботи зі звуком. Головним завданням OpenSL ES є надання простого і зрозумілого інтерфейсу розробникам додатків для мобільних пристроїв з такими розширеними можливостями як підтримка об'ємного звучання, а також легкість портування на інші операційні системи.

## Профілі застосування
Щоб уникнути поділу, OpenSL ES має в 3 основних профілі налаштування:
- Телефон
- Музика
- Ігри

Кожен профіль створений з врахування потреб покладених на конкретний пристрій, і має свій набір функціоналу який доцільний в даному пристрої. Виробник звукових пристроїв сам визначає для якого з профілів або набору профілів сумісний пристрій. Додаток може відправити запит на те який профіль може бути використаний на даному пристрої, залежно від цих профілів розробники додатків або ігор можуть обрати під який профіль імплементувати свій функціонал.

## Специфікації
- OpenSL ES 1.0 Специфікація [Архівовано 5 лютого 2016 у Wayback Machine.] випущена 24 березня 2009 року.[1]
- Версія з незначними змінами 1.0.1 випущена 24 вересня 2009 року.
- OpenSL ES 1.1 Специфікація [Архівовано 5 лютого 2016 у Wayback Machine.] випущена  18 січня 2011 року.[2]